# Ernesto Meumann
Ernesto Meumann (em alemão:  Ernst Meumann) (Grão-Ducado de Hesse, c. 1810 – Lisboa, 4 de fevereiro de 1867) foi um pianista, compositor e empresário alemão ativo em Portugal durante a segunda metade do século XIX.

## Biografia
Ernesto Meumann nasceu por volta de 1810 no Grão-Ducado de Hesse, então parte da Confederação do Reno e que atualmente corresponde ao estado de Hesse na Alemanha. Primeiramente viveu em Paris mas, por razões de saúde, decidiu ir para Portugal, estabelecendo-se em Lisboa no início do ano de 1852.
Em 18 de março de 1852 deu o seu primeiro grande concerto na capital, no Real Teatro de São Carlos. Em 1853 com financiamento de um banqueiro alemão, conseguiu estabelecer um negócio na cidade, um armazém de pianos, que inicialmente funcionava na Rua do Alecrim e depois de 1854 na Travessa da Parreirinha. Em 1854 e 1855 deslocou-se ao Porto para dar concertos com obras suas e de Émile Prudent, Fumagalli, Gottschalk entre outros. Aproveitando essas viagens, criou também um armazém de pianos no Porto que funcionou até 1862. Realizou em março de 1863 sessões de música de câmara com o alto patrocínio do rei Fernando II de Portugal no Teatro Dona Maria II. Nestes concertos foi acompanhado pelo violinista Rudolf Gleichauf, o violoncelista Guilherme Cossoul, o violinista Ângelo Carrero e o violista Manuel Joaquim dos santos. O grupo interpretou obras de Beethoven, Mendelsshon, Mozart e Kreutzer, entre outras obras clássicas e da autoria do próprio Meumann.
Em 1863, contando já com dez anos vividos em Portugal, voltou a Paris para realizar alguns concertos, resultando em grande aclamação. Um artigo de jornal refere que o seu estilo tinha inegáveis raízes estéticas na música alemã e parisiense, mas que reunia então “um colorido brilhante que não poderia considerar-se completamente estranho ao generoso sol de Lisboa”. Apesar de todos os enaltecimentos que recebeu, deu por terminada a sua curta carreira, dedicando-se inteiramente ao negócio de venda de pianos. Nos tempos livres continuaria a tocar apenas em reuniões de amigos e familiares e também deu aulas de piano, formando alguns executantes de relevo. Morreu em Lisboa a 4 de fevereiro de 1867.

## Obras
Escreveu sonatas para piano e violino, quartetos para piano e cordas e diversas obras apenas para piano. Muitas delas foram impressas tanto em Portugal como em França e por terras alemãs.